# Região Geográfica Imediata de Barras
A Região Geográfica Imediata de Barras é uma das 19 regiões imediatas do estado brasileiro do Piauí, uma das 5 regiões imediatas que compõem a Região Geográfica Intermediária de Teresina e uma das 509 regiões imediatas no Brasil, criadas pelo IBGE em 2017. É composta de 6 municípios. Todos eles estão inclusos no território piauiense de Cocais, exceptuando Boa Hora e Cabeceiras do Piauí, que se localiza na de Carnaubais, .